# Dolni Radech
Dolni Radech (en macédonien Долни Радеш) est un village du sud-est de la Macédoine du Nord, situé dans la municipalité de Kontché. Le village ne comptait aucun habitant en 2002. 